# Condado de Pulaski (Georgia)
El condado de Pulaski (en inglés: Pulaski County), fundado en 1808, es uno de 159 condados del estado estadounidense de Georgia. En el año 2000, el condado tenía una población de 9588 habitantes y una densidad poblacional de 15 personas por km². La sede del condado es Hawkinsville. El condado recibe su nombre en honor a Kazimierz Pułaski.

## Geografía
Según la Oficina del Censo, el condado tiene un área total de 647 km² (249,8 mi²), de la cual 640 km² (247,1 mi²) es tierra y 5 km² (1,9 mi²) (0.99%) es agua.

### Condados adyacentes
- Condado de Bleckley (noreste)
- Condado de Dodge (este)
- Condado de Wilcox (sur)
- Condado de Dooly (oeste)
- Condado de Jones (suroeste)
- Condado de Houston (noroeste)

## Demografía
Según el censo de 2000, había 9588 personas, 3407 hogares y 2340 familias residiendo en la localidad. La densidad de población era de 6 hab./km². Había 3944 viviendas con una densidad media de 12 viviendas/km². El 63.01% de los habitantes eran blancos, el 34.28% afroamericanos, el 0.26% amerindios, el 0.34% asiáticos, el 0.13% isleños del Pacífico, el 1.16% de otras razas y el 0.82% pertenecía a dos o más razas. El 2.82% de la población eran hispanos o latinos de cualquier raza.
Los ingresos medios por hogar en la localidad eran de $31 895, y los ingresos medios por familia eran $38 924. Los hombres tenían unos ingresos medios de $30 767 frente a los $20 517 para las mujeres. La renta per cápita para el condado era de $16 435. Alrededor del 16.40% de la población estaban por debajo del umbral de pobreza.

## Transporte

### Principales carreteras
- U.S. Route 129
- U.S. Route 341
- SR 129
- SR 26
- SR 27
- SR 112
- SR 230
- SR 257

## Localidades
- Finleyson
- Goose Neck
- Hartford
- Hawkinsville
- Tippends
- Wallace